# Ambasada Marii Britanii în Germania
Ambasada Britanică la Berlin (în germană Britische Botschaft, Berlin) este misiunea diplomatică a Regatului Unit al Marii Britanii și al Irlandei de Nord în Germania. Ea se află în clădirea de pe Wilhelmstraße nr. 70-71, în apropierea Hotelului Adlon din Berlin. Actualul ambasador este Jill Gallard.

## Palais Strousberg

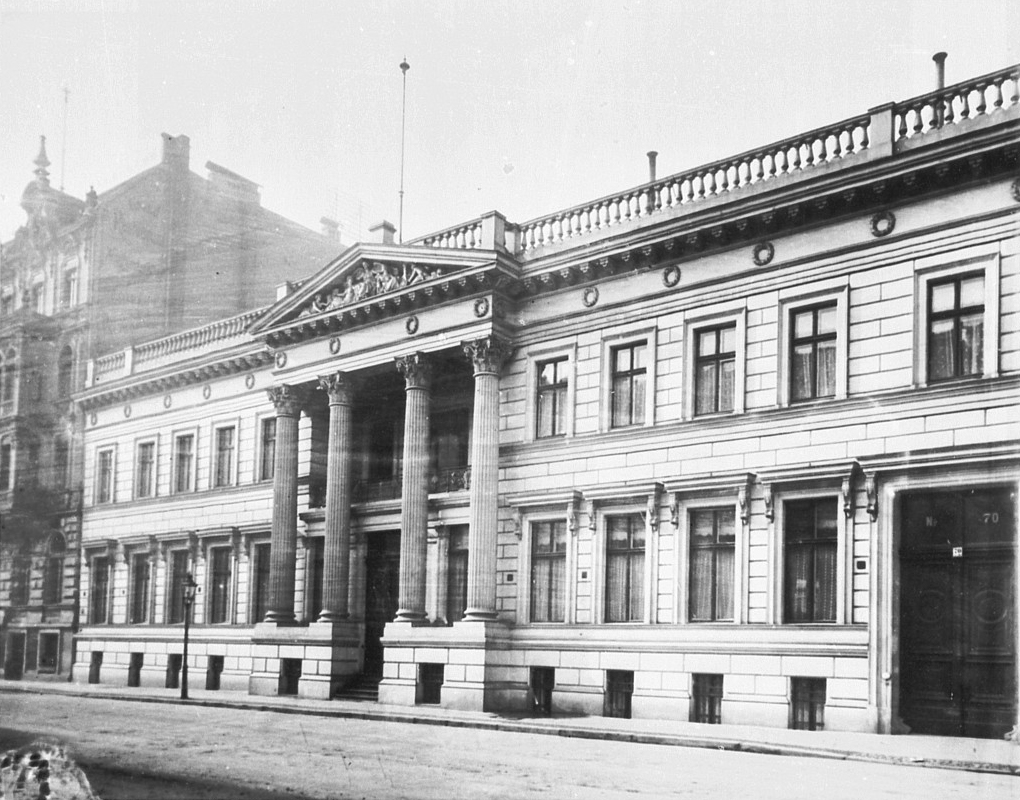
Palais Strousberg, unde s-a aflat mai demult sediul ambasadei britanice

Misiunea diplomatică britanică la Berlin s-a aflat anterior, înaintea mutării în Wilhelmstraße, într-o clădire din Leipziger Platz nr. 12 și, între 1797 și 1803, în Palatul Olandez (Niederländisches Palais). Clădirea originală de pe Wilhelmstraße nr. 70, cunoscută ca Palais Strousberg și proiectată de August Orth, a fost construită în 1868 de către magnatul feroviar Bethel Henry Strousberg. În decembrie 1884 guvernul Marii Britanii a cumpărat palatul Strousberg după ce îl închiriase timp de câțiva ani după falimentul magnatului Strousberg în 1875 și cumpărarea ulterioară de către Hugo zu Hohenlohe-Öhringen în 1876. Wilhelmstraße era atunci o zonă unde se aflau mai multe instituții guvernamentale germane, precum Cancelaria Imperială și Ministerul de Externe.
După ruperea relațiilor diplomatice dintre Germania și Marea Britanie la izbucnirea Primului Război Mondial, clădirea a rămas pustie. Supraviețuind unui incendiu care a avut loc în timpul Revoluției Germane din 1919, palatul a fost reocupat în 1920, când Edgar Vincent d'Abernon a devenit ambasador. La începutul celui de-al Doilea Război Mondial relațiile dintre cele două țări au fost întrerupte din nou. Clădirea a fost grav avariată de bombardamentele aliaților în timpul războiului și a fost demolată în 1950. Terenul pe care s-a aflat clădirea a rămas totuși în posesia statului britanic.

## Perioada Războiului Rece

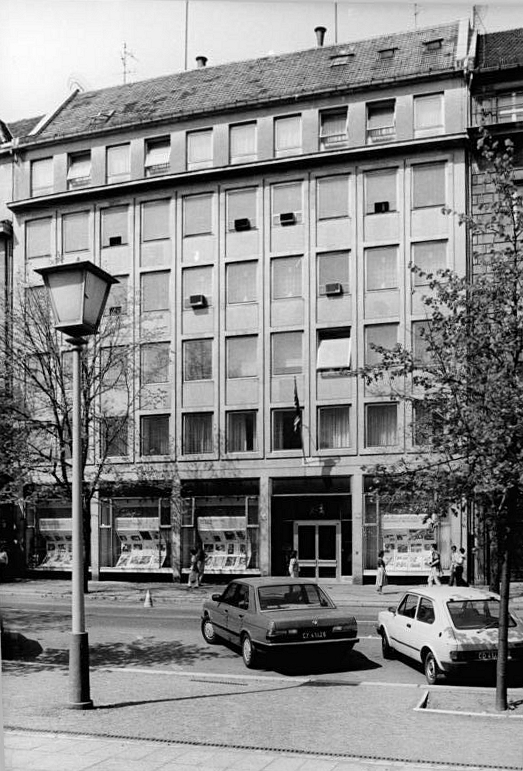
Clădirea de pe Unter den Linden nr. 32-34

Între anii 1949 și 1991 Germania a fost divizată în două state separate. Ambasadorul britanic în Republica Federală Germania (Germania de Vest) își avea sediul la Bonn, capitala acelui stat. Ambasada Britanică în Republica Democrată Germană (Germania de Est) era situată într-o clădire de pe Unter den Linden 32-34, în apropierea vechii ambasade.

## Clădirea din perioada postreunificare

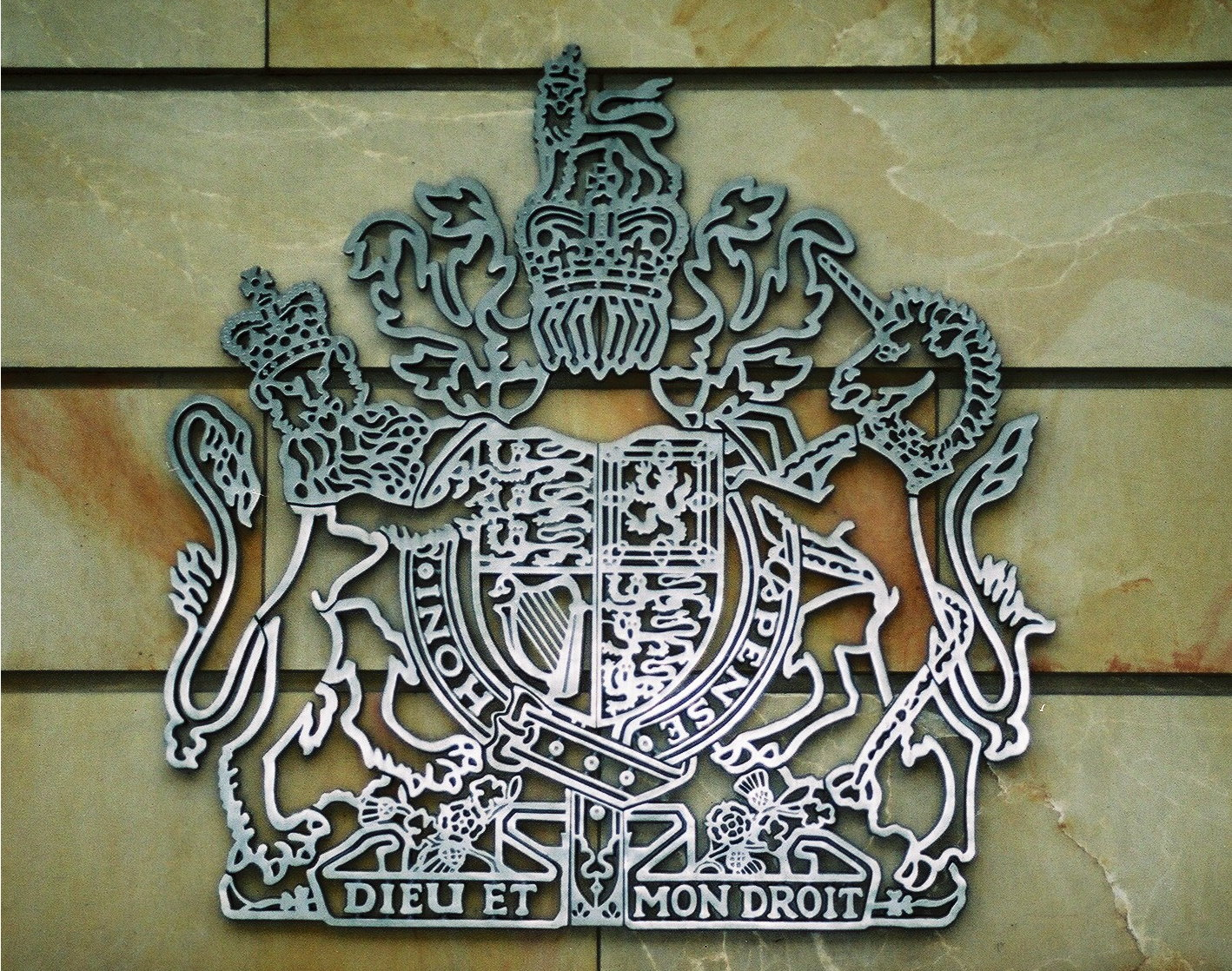
Stema ambasadei

După reunificarea Germaniei în 1991 sediul guvernului german a fost mutat de la Bonn la Berlin. În consecință, guvernul britanic a decis să reocupe clădirea de pe Wilhelmstraße, în ciuda faptului că sediul Ministerului de Externe al Germaniei nu se mai afla pe această stradă. A fost organizat un concurs arhitectonic, câștigat de compania Michael Wilford și Partner (vezi Manuel Schupp). Piatra de temelie a noii clădiri a fost pusă de deputatul Derek Fatchett, iar noul sediu al ambasadei a fost inaugurat de regina Elisabeta a II-a la 18 iulie 2000.

### Arhitectura clădirii
Ambasada Britanică este prima și, până în prezent, singura clădire cu rol de ambasadă din Germania care a fost construită printr-un parteneriat public-privat. Arteos, o entitate cu scop special deținută de Bilfinger Berger, a finanțat construcția și urmează să opereze timp de 30 de ani clădirea ambasadei. Operarea clădirii de către Bilfiger poate fi prelungită pe încă un termen de 30 de ani, după care clădirea va intra în proprietatea guvernului britanic. În decembrie 2006 Bilfinger și-a vândut participația în clădirea ambasadei către compania britanică Secondary Market Infrastructure Fund.
Conștient de necesitatea ca ambasadele moderne să aibă relații apropiate cu publicul german, Wilford a dotat etajul principal cu o cafenea, o bibliotecă și un restaurant. Zona securizată începe la etajul 4, dar, odată cu creșterea riscului comiterii unor acțiuni teroriste, locul este acum în întregime securizat, iar spațiile publice nu mai sunt accesibile în mod liber.

## Legături externe
- Ambasada britanică la Berlin
- Fotografiile clădirii vechi a ambasadei